# Juan Díaz de Solís

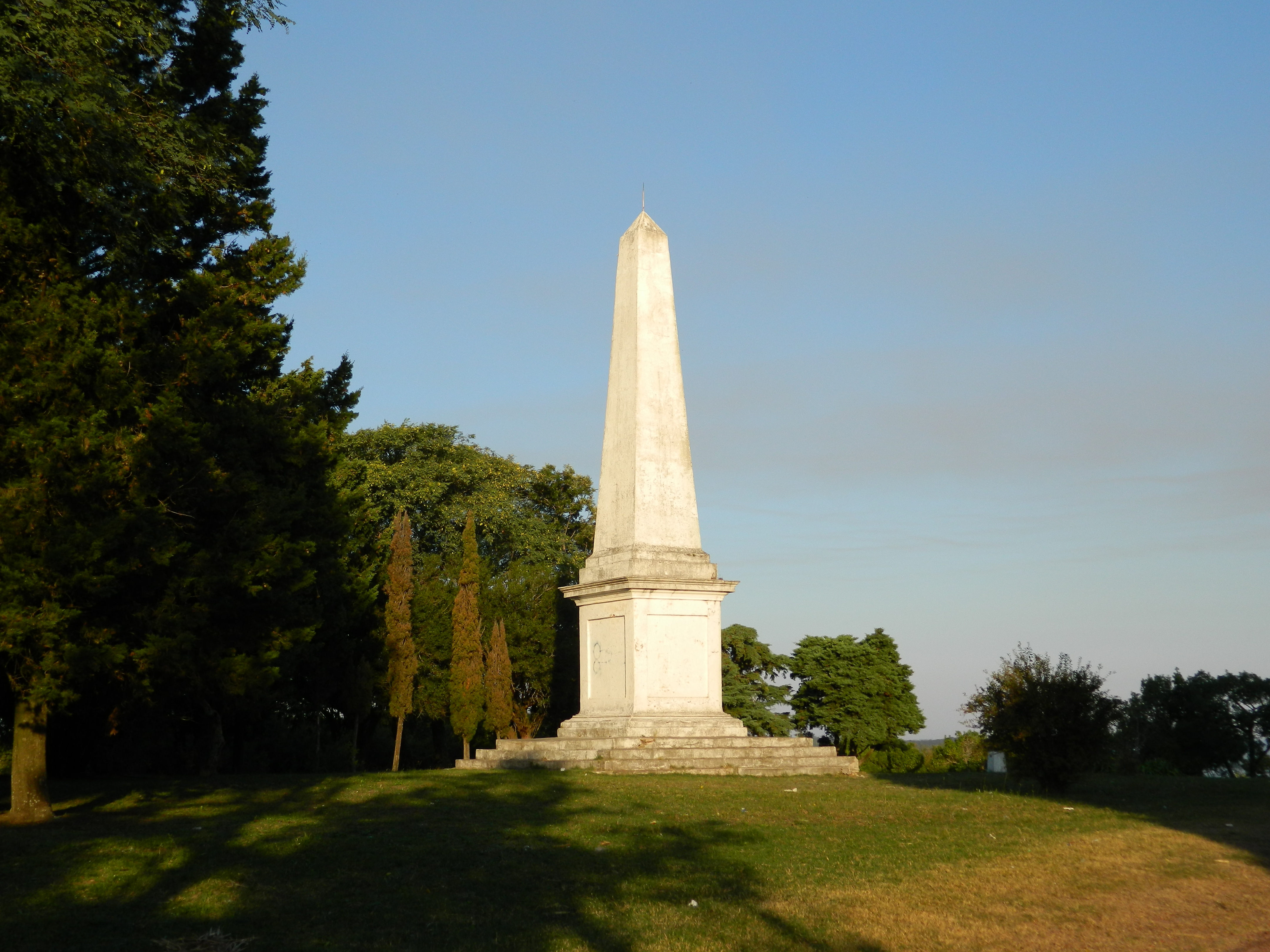
Gedenkteken voor Díaz de Solís in Uruguay (1888)

Juan Díaz de Solís (Lebrija?, ca. 1470? – Uruguay, februari 1516) was een Spaans of Portugees zeevaarder. Hij volgde Amerigo Vespucci op als admiraal van de Spaanse vloot. Hij werd vooral bekend als de eerste Europeaan die voet zette op de bodem van wat nu Uruguay en Argentinië is, en die de Río de la Plata ontdekte, waarlangs hij hoopte toegang te krijgen tot de Stille Oceaan. In dat gebied werd hij vermoord en opgegeten door indianen.

## Afkomst
Juan Díaz de Solís is omstreeks 1470 geboren. De bronnen verschillen van mening over zijn afkomst. Eén versie is dat hij in de Spaanse havenstad Lebrija geboren is, in een familie van kooplieden. Andere bronnen beweren dat hij in Portugal ter wereld kwam. In dat geval zou zijn geboortenaam João Dias de Solis geweest zijn. Wat er ook van zij, het lijdt geen twijfel dat hij afkomstig was uit een Spaanse familie. Áls hij in Portugal opgroeide, zou hij naar Spanje gevlucht zijn, nadat hij geheime Portugese informatie aan de Spanjaarden had overgedragen.

## Jeugd
Al jong monsterde Solís aan bij de Portugese marine als matroos. In zijn jeugd reisde hij veelvuldig naar India, waar Portugal koloniën had en veel handelsactiviteiten ontplooide. Vanaf 1505 werkte Solís als cartograaf bij het Casa da Índia. Hij was echter ontevreden met de hoogte van zijn salaris en het feit dat het soms niet werd uitbetaald.
Daarom verliet Solís de Portugese vloot en stelde hij zich in dienst van Franse kapers. Op een gegeven moment veroverde het piratenschip waarop hij voer een Portugees schip dat op de terugweg was vanaf de Goudkust. Hierna kon Solís niet meer naar Portugal terugkeren zonder de doodstraf te riskeren. Omdat de diensten van een ervaren stuurman erg gewild waren, vond hij zonder veel moeite emplooi bij de Castiliaanse vloot.

## Eerste reizen naar de Nieuwe Wereld
In 1506 kwam Solís in contact met Vicente Yáñez Pinzón, een makker van Christoffel Columbus tijdens diens eerdere reizen. Yáñez overtuigde hem om samen te gaan varen, en in hetzelfde jaar vertrokken ze naar het westen. De precieze route van deze reis is niet bekend. Het lijkt erop dat zij de Specerijroute zochten, een zeeweg die door het Amerikaanse continent naar de Grote Oceaan en Indië leidde. Zij konden de doorgang echter niet vinden. In plaats hiervan verkenden ze de Caraïbische Zee en brachten ze de kust van Nicaragua in de buurt van Veragua in kaart.
In 1508 maakten Solís en Yáñez nog een reis naar de kust van Brazilië. In 1509 keerden ze terug naar Spanje. Na een hevige twist tussen hen beiden kwam Solís in de gevangenis terecht. De rechters raakten echter overtuigd van zijn gelijk, en lieten hem na korte tijd vrij.
Daarna raakte Solís bevriend met koning Ferdinand V, die onder de indruk was van zijn ervaringen en vakmanschap als zeevaarder. Daarom benoemde hij hem na de dood van Amerigo Vespucci in februari 1512 als Opperste Stuurman van de Casa de Contratación, de Koninklijke Handelsorganisatie voor Amerika. Hiermee werd Solís de admiraal van de Spaanse vloot. Een van zijn taken was het actualiseren van de Padrón Real, de geheime kaart van de Spaanse vloot. Dit deed hij samen met Juan Vespucci, van wie Amerigo een oom was.

## Laatste reis
In 1515 ondernam Solís zijn een nieuwe reis op zoek naar de doorgang naar de Grote Oceaan. Indien hij deze zou vinden, was hij van plan om deze over te steken naar het Verre Oosten. De expeditie beschikte over zeventig man en drie kleine schepen, waarvan twee karvelen. Hun wedervaren is opgetekend door Martín Fernández de Enciso.
Krachtens het Verdrag van Tordesillas lag het monopolie op de handel met het Oosten in handen van de Portugese kroon. Deze was bang dit kwijt te raken aan de Spanjaarden. Daarom voerden de Portugezen spionage uit in de havens die hun rivalen konden gebruiken om expedities uit te sturen. Toen zij van het naderende vertrek van Solís hoorden, probeerden de Portugezen de drie schepen te saboteren, wat niet lukte. Op 8 oktober 1515 vertrokken de drie karvelen uit de haven van Sanlúcar de Barrameda.
Nadat hij de kust van Brazilië bereikte, zakte Solís langzaam af naar het zuiden, steeds de kust in het oog houdend. Zo verkende hij ook de kust van Uruguay en kwam hij in de Rio de la Plata terecht, een groot oppervlak met zoet water aan de monding van de rivieren Paraná en Uruguay. Omdat hij dacht dat het een zeearm was waarvan het water op onverklaarbare manier zoet was, noemde hij het Mar Dulce ("de Zoete Zee").
De geringe diepgang van zijn schepen liet toe de rivier op te varen. Hij legde aan op een eiland dat hij Martín García noemde, naar zijn tweede stuurman, die aan boord was overleden en op het eiland werd begraven. Hiermee was Solís de eerste Europeaan die voet op Argentijnse bodem zette.
Even later legde hij aan op de kust van Uruguay tegenover het eiland, in de buurt van de huidige stad Corrientes. Ze zagen de indianen en namen zich voor er een paar gevangen te nemen om mee te voeren naar Castilië. Solís was vooruit met zijn karveel en liet zich in een sloep aan land brengen in het gezelschap van de officieren Pedro de Alarcón en Francisco Marquina en van zeven matrozen. Maar de inheemse bevolking wachtte hen op en viel hen aan met pijl en boog. Het kanonvuur vanaf het schip kon hen niet helpen: ze werden gedood en opgegeten. In het zicht van de schepen werden hun hoofden, handen en voeten afgesneden en werden hun lichamen geroosterd. Mogelijk behoorden de aanvallers tot de strijdlustige Charrúa, ofwel tot de Guaraní, van wie bekend is dat ze aan antropofagie deden. Vanwege het verlies van de drie hoogste officieren besloot de bemanning terug te keren naar Spanje. Sommige bronnen geloven dat er muiterij zou zijn geweest tegen Solís en dat zijn bemanning het verhaal van de inheemsen verzonnen heeft.

## Na zijn dood
De veertienjarige scheepsjongen Francisco del Puerto overleefde de slachting en leefde tien jaar onder de inheemse bevolking, tot hij door de expeditie van Sebastian Caboto gevonden werd. De Argentijnse schrijver Juan José Saer verwerkte deze geschiedenis in zijn historische roman El entenado, op basis van de informatie in het boek Historia argentina van José Luis Busaniche.
De rest van de bemanning keerde terug naar Spanje onder leiding van Francisco de Torres, de zwager van Solís. Een van de schepen dwaalde af van de andere en zonk bij de zuidelijke baai van het eiland Santa Catarina. De rest kwam op 4 september 1516 aan in de haven van Sevilla.
De kaarten die Juan Díaz de Solís tijdens de expeditie maakte, waren van belang voor de latere reis van Fernando Magellães.

## Eerbetoon
In Uruguay zijn twee kleine steden naar hem vernoemd: Solís en Solís de Mataojo. De hoofdstad Montevideo heeft het in 1856 geopende Teatro Solís. Een gedenkteken in de vorm van een obelisk werd in 1888 geplaatst in Nueva Palmira.
Het Argentijnse Olivos eerde Solís met een buste in de openbare ruimte.